# George Field
George Field (San Francisco, 18 marzo 1877 – 9 marzo 1925) è stato un attore statunitense attivo all'epoca del muto.
Fu sposato, dal 1913 al 1918, con l'attrice Winifred Greenwood.

## Filmografia

### Attore

#### 1912
- The Sheriff's Round-Up (1912)
- The Ranch Girl's Choice, regia di Al E. Christie (1912)
- The Girl and the Sheriff, regia di Alfred E. Christie (1912)
- Beneath Western Skies, regia di Al Christie (1912)
- Young Wild West Leading a Raid, regia di Al E. Christie (1912)
- When Hearts Are Trumps, regia di Al Christie (1912)
- Young Wild West on the Border, regia di Al E. Christie (1912)
- The Flower of the Forest, regia di Al Christie (1912)
- Young Wild West Cornered by Apaches (1912)
- Young Wild West Trapping a Tricky Rustler, regia di Al E. Christie (1912)
- Young Wild West's Prairie Pursuit, regia di Al E. Christie (1912)
- Young Wild West Washing Out Gold, regia di Al E. Christie (1912)
- Young Wild West's Mexican Mix-Up, regia di Al E. Christie (1912)
- The Miner's Widow, regia di (1912)
- Early Days in the West (1912)
- The Lady Barber of Roaring Gulch, regia di Al Christie (1912)
- Home and Mother (1912)

#### 1913
- His Sacrifice (1913)
- The Fugitive, regia di Wallace Reid (1913)
- The Cowboy Heir (1913)
- The Greater Love, regia di Allan Dwan (1913)
- The Transgression of Manuel, regia di Allan Dwan (1913)
- The Orphan's Mine, regia di Wallace Reid (1913)
- When a Woman Won't, regia di Allan Dwan (1913)
- The Lesson (1913)
- The Renegade's Heart, regia di Wallace Reid (1913)
- The Mute Witness, regia di Wallace Reid (1913)
- The Homestead Race, regia di Wallace Reid (1913)
- Suspended Sentence, regia di Wallace Reid (1913)
- When Jim Returned, regia di Wallace Reid (1913)
- The Tattooed Arm, regia di Wallace Reid (1913)
- The Brothers, regia di Wallace Reid (1913)
- Youth and Jealousy, regia di Wallace Reid (1913)
- Her Innocent Marriage, regia di Wallace Reid (1913)
- A Modern Snare, regia di Wallace Reid (1913)
- Ashes of Three, regia di Allan Dwan – cortometraggio (1913)
- On the Border, regia di Wallace Reid – cortometraggio (1913)
- When Luck Changes, regia di Wallace Reid (1913)
- Via Cabaret, regia di Wallace Reid (1913)
- Hearts and Horses, regia di Wallace Reid (1913)
- Dead Man's Shoes, regia di Wallace Reid (1913)
- Pride of Lonesome, regia di Wallace Reid (1913)
- A Foreign Spy, regia di Wallace Reid (1913)
- To Err Is Human, regia di Edward Coxen (1913)
- Jealousy's Trail (1913)
- She Will Never Know (1913)
- The Scapegoat, regia di Lorimer Johnston (1913)
- Single-Handed Jim, regia di Gilbert P. Hamilton (1913)
- His Sister Lucia (1913)
- The Adventures of Jacques, regia di Lorimer Johnston – cortometraggio (1913)
- An Even Exchange (1913)
- The Golden Heart (1913)
- From the Portals of Despair (1913)
- While There's Life, regia di Edward Coxen (1913)
- The Poisoned Chop, regia di Thomas Ricketts (1913)
- Mysterious Eyes (1913)
- Red Sweeney's Defeat, regia di Thomas Ricketts (1913)
- A Fall Into Luck (1913)
- The Ghost of the Hacienda, regia di Thomas Ricketts (1913)
- Mrs. Carter's Campaign, regia di Thomas Ricketts (1913)
- The Flirt and the Bandit, regia di Thomas Ricketts (1913)
- Taming a Cowboy, regia di G.P. Hamilton (1913)
- The End of Black Bart (1913)
- The Making of a Woman, regia di Thomas Ricketts (1913)
- The Step Brothers, regia di Thomas Ricketts (1913)
- In Three Hours, regia di Tom Ricketts (1913)
- Follies of a Day and a Night (1913)
- What Her Diary Told (1913)
- Martha's Decision, regia di Thomas Ricketts (1913)
- The Drummer's Honeymoon (1913)
- The Trail of the Lost Chord, regia di Thomas Ricketts (1913)
- A Spartan Girl of the West, regia di Thomas Ricketts (1913)
- A Divorce Scandal, regia di Thomas Ricketts – cortometraggio (1913)
- Armed Intervention, regia di Thomas Ricketts (1913)
- Where the Road Forks, regia di Thomas Ricketts – cortometraggio (1913)
- Fate's Round-Up,  regia di Thomas Ricketts – cortometraggio (1913)
- The Shriner's Daughter, regia di Thomas Ricketts – cortometraggio (1913)
- In the Firelight, regia di Thomas Ricketts (1913)

#### 1914
- The Miser's Policy, regia di Thomas Ricketts (1914)
- Unto the Weak, regia di Thomas Ricketts (1914)
- The Return of Helen Redmond, regia di Thomas Ricketts – cortometraggio (1914)
- Calamity Anne in Society, regia di Thomas Ricketts (1914)
- The Hermit, regia di Thomas Ricketts – cortometraggio (1914)
- The Lost Treasure, regia di Thomas Ricketts – cortometraggio (1914)
- The Money Lender (1914)
- The Dream Child, regia di Thomas Ricketts – cortometraggio (1914)
- The Carbon Copy, regia di Thomas Ricketts – cortometraggio (1914)
- The Pursuer Pursued, regia di Tom Ricketts (1914)
- A Modern Free-Lance, regia di Tom Ricketts (1914)
- A Decree of Justice, regia di Tom Ricketts (1914)
- The Town of Nazareth (1914)
- Like Father, Like Son, regia di Thomas Ricketts – cortometraggio (1914)
- The Second Clue, regia di Tom Ricketts (1914)
- The Independence of Susan, regia di Thomas Ricketts (1914)
- The Smouldering Spark, regia di William Desmond Taylor – cortometraggio (1914)
- In the Moonlight, regia di Thomas Ricketts – cortometraggio (1914)
- Calamity Anne's Love Affair, regia di Thomas Ricketts – cortometraggio (1914)
- A Soul Astray, regia di William Desmond Taylor – cortometraggio (1914)
- In the Footprints of Mozart, regia di Thomas Ricketts – cortometraggio (1914)
- Sheltering an Ingrate, regia di Tom Ricketts (1914)
- Metamorphosis (1914)
- Mein Lieber Katrina – cortometraggio (1914)
- Jim, regia di Thomas Ricketts (1914)
- Blue Knot, King of Polo, regia di Thomas Ricketts (1914)
- The Little House in the Valley, regia di Thomas Ricketts (1914)
- Mein Lieber Katrina Catches a Convict, regia di Thomas Ricketts – cortometraggio (1914)
- The Lure of the Sawdust, regia di Thomas Ricketts – cortometraggio (1914)
- Youth and Art, regia di Thomas Ricketts (1914)
- The Broken Barrier, regia di Thomas Ricketts (1914)
- All on Account of a Jug, regia di Tom Ricketts – cortometraggio (1914)
- At the End of a Perfect Day, regia di Thomas Ricketts – cortometraggio (1914)
- The Butterfly, regia di Thomas Ricketts – cortometraggio (1914)
- False Gods, regia di Thomas Ricketts (1914)
- This Is th' Life, regia di Henry Otto – cortometraggio (1914)
- Lodging for the Night, regia di Thomas Ricketts – cortometraggio (1914)
- The Song of the Sea Shell, regia di William Desmond Taylor (1914)
- The Wrong Birds – cortometraggio (1914)
- Lola, regia di Henry Otto (1914)
- The Mirror, regia di Henry Otto – cortometraggio (1914)
- The Redemption of a Pal, regia di Henry Otto – cortometraggio (1914)
- Daphnia, regia di Henry Otto (1914)
- Down by the Sea, regia di Thomas Ricketts – cortometraggio (1914)
- Daylight, regia di Thomas Ricketts – cortometraggio (1914)
- The Final Impulse, regia di Thomas Ricketts – cortometraggio (1914)
- The Ruin of Manley, regia di Thomas Ricketts – cortometraggio (1914)
- When the Road Parts, regia di William Desmond Taylor (1914)
- A Slice of Life, regia di Tom Ricketts e William Desmond Taylor – cortometraggio (1914)
- The Stolen Masterpiece, regia di Thomas Ricketts – cortometraggio (1914)
- Beppo, regia di Henry Otto (1914)
- The Archaeologist, regia di Henry Otto (1914)
- The Beggar Child, regia di William Desmond Taylor – cortometraggio (1914)
- In Tune, regia di Henry Otto (1914)
- The Silent Way, regia di Henry Otto (1914)
- The Tin Can Shack, regia di Henry Otto (1914)
- When a Woman Waits, regia di Henry Otto (1914)

#### 1915
- The Alarm of Angelon, regia di Henry Otto – cortometraggio (1915)
- Restitution, regia di Henry Otto – cortometraggio (1915)
- The Crucifixion of Al Brady, regia di Henry Otto – cortometraggio (1915)
- Silence, regia di Henry Otto – cortometraggio (1915)
- Justified, regia di Henry Otto (1915)
- The Decision, regia di Henry Otto (1915)
- The Derelict, regia di Henry Otto (1915)
- The Truth of Fiction, regia di Henry Otto (1915)
- His Mysterious Neighbor, regia di Henry Otto (1915)
- Ancestry, regia di Henry Otto (1915)
- Reformation, regia di Henry Otto (1915)
- The Wishing Stone, regia di Henry Otto (1915)
- The Castle Ranch, regia di Henry Otto – cortometraggio (1915)
- Wife Wanted, regia di Henry Otto (1915)
- The Diamond from the Sky, regia di Jacques Jaccard e William Desmond Taylor (1915)
- One Summer's Sequel, regia di Henry Otto (1915)
- The Broken Window, regia di Henry Otto (1915)
- The Greater Strength, regia di Henry Otto (1915)
- Reprisal, regia di Henry Otto (1915)
- The Resolve, regia di Henry Otto (1915)
- The Guiding Light, regia di Henry Otto – cortometraggio (1915)
- By Whose Hand?, regia di Henry Otto (1915)
- The High Cost of Flirting, regia di W.H. Burton (1915)
- The Zaca Lake Mystery, regia di Henry Otto (1915)
- Wait and See, regia di William Bertram (1915)
- The Deception, regia di Henry Otto (1915)
- Detective Blinn, regia di Henry Otto (1915)
- Comrades Three, regia di Henry Otto (1915)
- The Jilt, regia di Henry Otto (1915)
- Mixed Wires, regia di Henry Otto (1915)
- The Forecast, regia di Henry Otto (1915)
- Senor's Silver Buckle, regia di Henry Otto (1915)
- It Was Like This, regia di Henry Otto (1915)
- Just as It Happened, regia di Charles Bartlett (1915)
- The Sting of It, regia di Charles Bartlett (1915)
- Visitors and Visitees, regia di Charles Bartlett (1915)
- Out of the Ashes, regia di Charles Bartlett (1915)
- On Secret Service, regia di Charles Bartlett (1915)
- Alice of Hudson Bay, regia di Charles Bartlett (1915)
- Drifting, regia di Charles Bartlett (1915)
- The Key to the Past, regia di Charles Bartlett (1915)
- Spider Barlow Cuts In, regia di Charles Bartlett (1915)
- The Water Carrier of San Juan, regia di Charles Bartlett (1915)
- Spider Barlow's Soft Spot, regia di Charles Bartlett (1915)
- The Clean-Up, regia di Charles Bartlett (1915)

#### 1916
- Spider Barlow Meets Competition, regia di Charles Bartlett (1916)
- A Modern Sphinx, regia di Charles Bartlett (1916)
- The Happy Masquerader, regia di Thomas Ricketts (1916)
- The Suppressed Order, regia di Thomas Ricketts (1916)
- In the Shuffle, regia di Thomas Ricketts (1916)
- Bonds of Deception, regia di Thomas Ricketts (1916)
- Pendulum of Chance, regia di Thomas Ricketts (1916)
- His Masterpiece, regia di Thomas Ricketts (1916)
- A Broken Genius, regia di Thomas Ricketts (1916)
- Pierre Brissac, the Brazen, regia di Thomas Ricketts (1916)
- The Profligate, regia di Tom Ricketts (1916)
- The Pretender, regia di Tom Ricketts (1916)
- Repaid, regia di Thomas Ricketts (1916)
- The Trail of the Thief, regia di Tom Ricketts (1916)
- Convicted for Murder, regia di Thomas Ricketts (1916)
- The Fate of the Dolphin, regia di Thomas Ricketts (1916)
- Love's Bitter Strength, regia di Alfred Hollingsworth (1916)
- Out of the Rainbow, regia di Thomas Ricketts (1916)
- The Power of Mind, regia di Thomas R. Ricketts (1916)
- Ruth Ridley Returns, regia di Alfred Hollingsworth (1916)
- The Key, regia di Alfred Hollingsworth (1916)
- The Dreamer, regia di Alfred Hollingsworth (1916)
- A Woman's Daring, regia di Edward Sloman (1916)
- Citizens All, regia di Edward Sloman (1916)
- The Voice of Love, regia di Rae Berger (1916)
- The Franchise, regia di Edward Sloman (1916)

#### 1918
- Riddle Gawne, regia di William S. Hart e Lambert Hillyer (1918)
- Inside the Lines, regia di David Hartford (1918)
- The Light of the Western Stars, regia di Charles Swickard (1918)
- Deuce Duncan, regia di Thomas N. Heffron (1918)
- The Testing of Mildred Vane, regia di Wilfred Lucas (1918)

#### 1919
- A Trick of Fate, regia Howard C. Hickman (1919)
- The End of the Game, regia di Jesse D. Hampton (1919)
- The Tiger's Trail, regia di Robert Ellis, Louis J. Gasnier, Paul Hurst (1919)
- A White Man's Chance, regia di Ernest C. Warde (1919)
- A Sagebrush Hamlet, regia di Joseph Franz (come Joseph J. Franz) (1919)
- The Gray Wolf's Ghost, regia di Park Frame, Joseph Franz (come Joseph J. Franz) (1919)
- The Fighting Line, regia di B. Reeves Eason (1919)
- The Kid and the Cowboy, regia di B. Reeves Eason (1919)

#### 1920
- The Prospector's Vengeance, regia di B. Reeves Eason (1920)
- Hair Trigger Stuff, regia di B. Reeves Eason (1920)
- Held Up for the Makin's, regia di B. Reeves Eason (1920)
- The Rattler's Hiss, regia di B. Reeves Eason (1920)
- His Nose in the Book, regia di B. Reeves Eason (1920)
- I cavalieri della notte (The Moon Riders), regia di Reeves Easton e Theodore Wharton (1920)

#### 1921
- Diamonds Adrift, regia di Chester Bennett (1921)

#### 1922
- The Crimson Challenge, regia di Paul Powell (1922)
- North of the Rio Grande, regia di Rollin S. Sturgeon (1922)
- Sangue e arena (Blood and Sand), regia di Dorothy Arzner e Fred Niblo (1922)
- Il giovane Rajah (The Young Rajah), regia di Phil Rosen (1922)
- You Never Know, regia di Robert Ensminger (1922)

#### 1923
- Mr. Billings Spends His Dime, regia di Wesley Ruggles (1923)
- Fra gli artigli della tigre (The Tiger's Claw), regia di Joseph Henabery (1923)
- Adam's Rib, regia di Cecil B. DeMille (1923)
- Stephen Steps Out, regia di Joseph Henabery (1923)

#### 1924
- Trigger Fingers, regia di B. Reeves Eason (1924)

### Regista
- Brothers (1912)